# 프릭스 (2018년 영화)
《프릭스》(영어: Freaks)는 2018년에 공개한 미국, 캐나다의 SF 공포·스릴러 영화이다.

## 캐스팅
- 렉시 콜커 : 클로이 루이스, 엘리노어 리드 역
- 에밀 허쉬 : 헨리 루이스 역
- 브루스 던 : 앨런 루이스, 스노우콘 역
- 아만다 크루 : 메리 루이스 역
- 그레이스 박 : 세실리아 레이 역
- 알렉스 파우노비치 : 로버트 크레이전 역
- 미셸 해리슨 : 낸시 리드 역
- 아바 텔렉 : 하퍼 리드 역
- 마티 피노치오 : 스티븐 리드 역
- 크웨시 아메요
- 라이언 베일
- 리즈 알렉산더
- 다코타 다울비
- 딘 레드맨